# Charlie Benante
Charlie Benante (Bronx, 27 novembre 1962) è un batterista statunitense di genere thrash metal, membro degli Anthrax e turnista dei Pantera dal 2023.

## Biografia
Nella sua adolescenza impara a suonare la batteria ascoltando gruppi di vario genere come Beatles, Led Zeppelin, Kiss, Black Sabbath, Sex Pistols, Van Halen e Discharge.
Entra negli Anthrax nel 1982 e con il fondatore Scott Ian, è l'unico membro originario della formazione rimasto.
Negli anni '80 lo stile musicale di Benante è, perlopiù, fondato sulla velocità ritmica, con un uso estremo della doppia cassa. Il suo stile ha comunque influenzato molti batteristi venuti dopo, oltre che per l'uso della doppia cassa, anche per l'utilizzo del blast beat, di cui è stato un pioniere assieme a Mick Harris dei Napalm Death.
Brani che vale la pena di ascoltare per comprendere il suono del batterista sono Deathrider, Metal Thrashing Mad, A.I.R., Madhouse, Armed & Dangerous, Caught In A Mosh, Indians e Be All, End All.
Negli anni novanta gli Anthrax si estraniano dal Thrash per abbracciare sonorità Crossover come il Rapcore. Anche lo stile di Benante si diversifica, accantonando l'uso possente della doppia cassa in favore di un drumming più lento e tecnico. Nell'album We've Come for You All del (2003), Benante ritorna a suonare con l'aggressività dei vecchi tempi tramite il largo uso di doppia cassa.
Da non dimenticare anche il progetto parallelo del batterista: i SOD (Stormtroopers Of Death), gruppo crossover thrash hardcore fondato nel 1985 da Benante assieme a Scott Ian, al bassista Dan Lilker (ex membro degli Anthrax) e al cantante Billy Milano.
Benante è sposato, ha una figlia di nome Mia nata a gennaio 2006 e un figliastro, Gregory, nato da una precedente relazione della moglie. Curiosamente, è zio dello stesso bassista degli Anthrax Frank Bello (figlio della sua sorella maggiore Rosie, deceduta a fine aprile 2023).
Nel 2022 Benante inizia a lavorare come turnista insieme a Zakk Wilde per gli show di reunion dei Pantera, storica band groove metal.

## Equipaggiamento
Batterie Tama
Starclassic Bubinga in Black Metallic w/Gold Inlay & Black Nickel Hardware
1. 20" x 22" Cassa
2. 20" x 22" Cassa
3. 6.5" x 14" Charlie Benante Signature Snare Drum
4. 8" x 10" Tom
5. 8" x 12" Tom
6. 9" x 13" Tom
7. 14" x 14" Timpano
8. 16" x 18" Timpano
9. 6.5" x 13" Rullante

Piatti Paiste
1. 16" RUDE Crash/Ride
2. 13" Signature Dark Crisp Hi-Hat
3. 8" RUDE Splash (custom)
4. 18" 2002 Power Crash
5. 12" Signature Splash
6. 19" RUDE Wild Crash
7. 20" Signature Dark Metal Ride
8. 18" RUDE Crash/Ride
9. 14" Signature Sound Edge Hi-Hat
10. 18" 2002 Novo China
11. 20" 2002 Novo China

Pelli Evans
- Evans St Dry/Hazy 300 (rullante)
- G2 clear/G1 clear (tom)
- EQ2 Batter Clear/EQ3 Resonant Black (cassa)

Hardware Tama
- Power Tower System
- HP910LS Speed Cobra Single Pedal (x2)
- HH905 Iron Cobra Lever Glide Hi-Hat Stand
- HT730 1st Chair Ergo-Rider Drum Throne

Bacchette Vic Firth
- Charlie Benante Signature

Trigger Ddrum

## Discografia

### Con gli Anthrax

#### Album in studio
- 1984 - Fistful of Metal
- 1985 - Spreading the Disease
- 1987 - Among the Living
- 1988 - State of Euphoria
- 1990 - Persistence of Time
- 1993 - Sound of White Noise
- 1995 - Stomp 442
- 1998 - Volume 8: The Threat Is Real
- 2003 - We've Come for You All
- 2011 - Worship Music
- 2016 - For All Kings

#### Live
- 1994 - The Island Years
- 2004 - Music of Mass Destruction
- 2005 - Alive 2

### Con gli Stormtroopers Of Death
- 1985 - Speak English or Die
- 1999 - Bigger Than the Devil
- 2007 - Rise of the Infidels

### Collaborazioni
- 1996 - Artisti Vari - Thunderbolt: A Tribute to AC/DC (batteria nel brano Walk All Over You di Dee Snider)
- 1996 - Artisti Vari - Spacewalk: A Tribute to Ace Frehley (batteria nel brano Rip It Out di Scott Ian)
- 1997 - Life of Agony - Soul Searching Sun (chitarra a 6 e 12 corde nel brano Tangerine (Re-Zep) presente nella versione digipak)
- 2001 - John Carpenter - Ghost Of Mars (colonna sonora dell'omonimo film) (batteria)
- 2004 - VAST - Nude (batteria nel brano Be With Me)
- 2004 - VAST - Turquoise & Crimson (batteria nei brani Be With Me, Falling From The Sky, I Woke Up L.A.)
- 2009 - Liquid Trio Experiment - When the Keyboard Breaks: Live in Chicago (batteria nel brano Liquid Anthrax)
- 2015 - Metal Allegiance - Metal Allegiance (chitarra solista nei brani Triangulum e Pledge Of Allegiance)